# Marcelo Córdoba
Marcelo Córdoba (né Marcelo Alejandro Córdoba le 21 novembre 1973 à Buenos Aires en Argentine), est un acteur argentin.

## Carrière
Il vit quelques années au Mexique. En 2005, il se fait connaître par sa participation à la telenovela Alborada de Carla Estrada.
En 2006, le producteur Roberto Hernández Vázquez l'invite à rejoindre l'équipe artistique de Heridas de amor, une nouvelle version de Valeria y Maximiliano de (1991). La même année, il joue dans Amar sin límites.
En 2007, de nouveau Carla Estrada lui propose de jouer aux côtés de Fernando Colunga et Susana González dans Pasión. En 2008, il joue dans Juro que te amo avec Ana Brenda Contreras et José Ron.
En 2009, il joue dans la telenovela Sortilegio produite par Carla Estrada aux côtés de William Levy, Jacqueline Bracamontes, Julián Gil, Ana Brenda Contreras et l'actrice vedette Daniela Romo.
En 2010, il tient un petit rôle d'antagoniste dans Mar de amor, puis il réalise une participation spéciale dans la telenovela Llena de amor et joue dans l'épisode « Maria, fanática » de la troisième saison de Mujeres asesinas.
En 2011, on le retrouve dans La Force du destin (La fuerza del destino), production de Rosy Ocampo où il partage la vedette avec Sandra Echeverría,  David Zepeda et Laisha Wilkins.
En 2012, il reçoit son premier rôle d'antagoniste dans la telenovela Por ella soy Eva  où il partage la vedette avec Lucero,  Jaime Camil et Mariana Seoane.
L'année suivante, en 2013, le producteur Nicandro Díaz lui propose une participation spéciale. Marcela s'intègre à la distribution de Amores verdaderos avec Erika Buenfil, Eduardo Yañez, Eiza González, Sebastián Rulli, Natalia Esperón et Sherlyn.
En 2013, il joue dans De que te quiero, te quiero de Lucero Suárez aux côtés de Cynthia Klitbo, Livia Brito, Marisol del Olmo, Juan Diego Covarrubias et Aaron Hernán.
En 2014, il fait une participation spéciale dans La malquerida produite par José Alberto Castro aux côtés de Victoria Ruffo, Christian Meier, Ariadne Diaz et Mane de la Parra.
Depuis le 18 mai 2015, Marcelo Córdoba enregistre le rôle de San Pedro dans le film Santiago Apóstol, une production de José Manuel Brandariz où Julián Gil tient la vedette en jouant Santiago.

## Filmographie

### Telenovelas
- 2014 : La gata : Javier Peñuela
- 2014 : La malquerida : Alonso Rivas
- 2013-2014 : De que te quiero, te quiero : Eleazar Medina Suárez
- 2013 : Amores verdaderos : Vicente Celorio
- 2012 : Por ella soy Eva : Plutarco Ramos Arrieta
- 2011 : La Force du destin (La fuerza del destino) : Antolín Galván
- 2010 : Llena de amor : José María Sevilla (jeune)
- 2010 : Mar de amor : Hernán Irazábal
- 2009-2010 : Sortilegio : Roberto Castelar
- 2008-2009 : Juro que te amo : Maximiliano Cuéllar
- 2007-2008 : Pasión : Ascanio González
- 2006-2007 : Amar sin límites : Andrés Galván
- 2006 : Heridas de amor : Daniel Bustamante
- 2005-2006 : Alborada : Marcos

### Émissions de télévision
- 2007 : Mujer, casos de la vida real : dans « Chismes calientes »
- 2008 : La Rosa de Guadalupe :  dans « Amor sin fronteras »
- 2009 : Tiempo Final (Fox) : « Periodista »
- 2010 : Mujeres asesinas : "María, fanática"
- 2012 : El gordo y la flaca : invité pour parler de Por ella soy Eva

## Nominations et récompenses

### Premios People en Español
| Année | Catégorie            | Telenovela       | Résultat |
| ----- | -------------------- | ---------------- | -------- |
| 2012  | Meilleur antagoniste | Por ella soy Eva | Nommé    |

### Premios TVyNovelas
| Année | Catégorie            | Telenovela       | Résultat |
| ----- | -------------------- | ---------------- | -------- |
| 2013  | Meilleur antagoniste | Por ella soy Eva | Gagnant  |